# Holcsík
Holcsík (1899-ig Holcsikócz, szlovákul: Holčíkovce) község Szlovákiában, az Eperjesi kerület Varannói járásában.

## Fekvése
Varannótól 25 km-re északkeletre, a Nagydomásai-víztározó délkeleti partján fekszik.

## Története
1408-ban említik először, a sztropkói uradalomhoz tartozott. 1591-től a Rákóczi-család birtoka. A 18. századtól a Vécsey család tulajdonában találjuk. 1715-ben 9 lakott és 10 lakatlan ház állt a településen. Az 1787. évi népszámlálás szerint 23 házában 229 lakos élt.
A 18. század végén Vályi András így ír róla: „HOLCSIKÓCZ. Tót falu Zemplén Várm. földes Urai több Uraságok, lakosai katolikusok, fekszik Rafajócz, és Giglócz között; dombos határja 3 nyomásbéli, gabonával bővelkedik, erdeje van, szőleje nints, piatza Varannón.”
A 19. században a Larisch család lett a falu földesura. 1828-ban 27 házában 202 lakos élt. Lakói mezőgazdasággal és kézművességgel, főként takácsmesterséggel foglalkoztak.
Fényes Elek 1851-ben kiadott geográfiai szótárában így ír a faluról: „Holcsikocz, tót falu, Zemplén vmegyében, N. Domasa fil. 175 rom., 30 g. kath., 7 zsidó lak., 429 h. szántófölddel. F. u. b. Vécsey. Ut. p. Nagy-Mihály.”
Borovszky Samu monográfiasorozatának Zemplén vármegyét tárgyaló része szerint: „Holcsik, előbb Holcsikócz, a sztropkói uradalomhoz tartozott, de 1591-ben Rákóczy Ferencznek s később, a Pethőkkel együtt, Tharas Ferencznek is volt benne része. A XVI. században Holczikovecz néven is emlegetik. Ujabbkori birtokosai a Jekelfalussyak, Vécseyek és Szirmayak voltak. Ezidőszerint nagyobb birtokosa nincsen. Ezt a községet sem kerülte ki az 1663-iki pestis. A községben nincs templom. Van 21 háza s 157 róm. kath. vallású, tótajkú lakosa. Postája és távírója Kelcse s vasúti állomása Varannó. Ide tartozik a Kelcsánki major is.”
1920 előtt Zemplén vármegye Sztropkói járásához tartozott.

## Népessége
| Év:            | 1994. | 2004. | 2014.   | 2024.   |
| -------------- | ----- | ----- | ------- | ------- |
| Emberek száma: | 470   | 470   | 425     | 419     |
| Eltérés:       |       | +0 %  | -9,57 % | -1,41 % |

| Év:            | 2023. | 2024.   |
| -------------- | ----- | ------- |
| Emberek száma: | 416   | 419     |
| Eltérés:       |       | +0,72 % |

1910-ben 232-en, többségében szlovákok lakták, jelentős lengyel kisebbséggel.
2001-ben 485 lakosából 482 szlovák volt.
2011-ben 445 lakosából 434 szlovák.

## Nevezetességei
- A Fogolykiváltó Szűzanya tiszteletére szentelt római katolikus temploma.
- A falu tóparti fekvése főként a vízisportoknak és a horgászatnak kedvez.